# وليام ميزني
وليام ميزني (بالإنجليزية: William Mesny)‏
كان الجنرال وليام 1842-1919، مغامر، وكاتب. ولد في جزيرة جيرسي لكنه قضى معظم طفولته في Alderney، مقر عائلة Mesnys. وكان الأكبر لثلاثة أطفال.
غادر Mesny المنزل في سن الثانية عشرة إلى الإبحار في المحيطات حتى النهاية، بعد زيارة الهند وأستراليا، استقر في الصين المضطربة في عام 1860.
خدم مع اثنين من جيوش المحافظات لقوات الامبراطورية الصينية باعتباره، مستشار القوات الأجنبية المرتزقة. أمضى 59 عاما في الصين. أصبح ميجر جنرال في الجيش الإمبراطوري في عام 1873 عندما كان فقط 30، مما دل على أن خدماته كانت قيمة إلى حد كبير بالنسبة للصينيين.
احتفظ دائما بالجنسية البريطانية، وكان زميلا في الجمعية الجغرافية الملكية، والجمعية الملكية البستانية، والمعهد الإمبراطوري. و في وقت واحد كان كبير مستشاري القائد العام للقوات المسلحة الصينية.
مترجم William Mesny